# 용연향

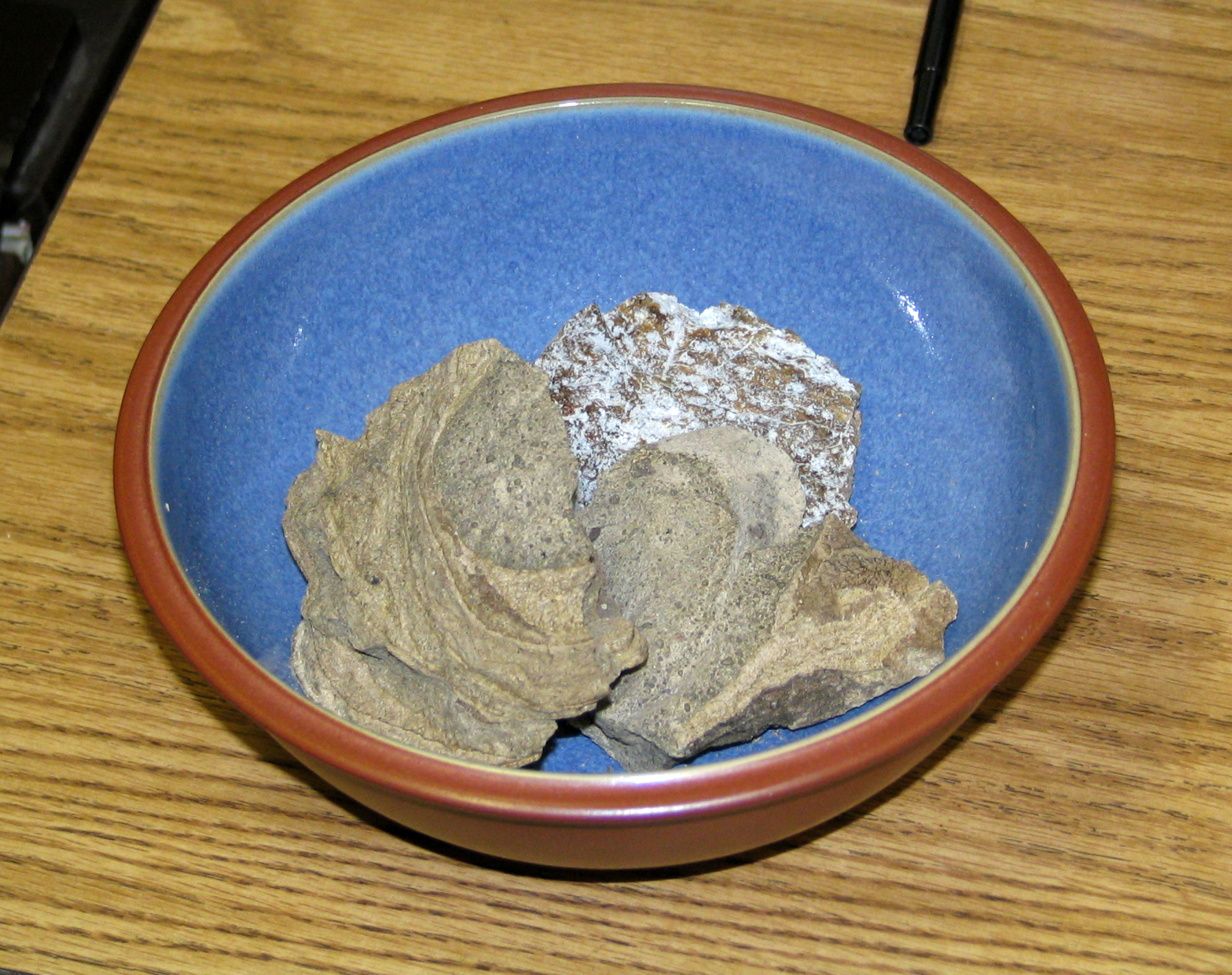

용연향(龍涎香, ambergris)은 향유고래의 소화기관에서 생성되는 윤기없는 무채색 덩어리다. 단단하고 왁스질이며 가연성이 있다.
갓 만들어진 용연향은 똥냄새와 비슷한 악취가 나지만 바닷속을 떠다니면서 은은한 흙냄새 같은 향기를 갖게 된다. 이를 아이소프로필 알코올에 녹여서 향료로 쓰곤 했다. 과거 용연향은 향의 지속시간을 늘리는 고정제로 높은 가치를 지니며 매우 비쌌으나, 오늘날에는 거의 인공합성된 앰브록사이드(Ambroxide)로 대체되었다.